# Associatie van boterbloemen en waterkruiskruid
De associatie van boterbloemen en waterkruiskruid (Ranunculo-Senecionetum aquatici) is een associatie uit het dotterbloem-verbond (Calthion palustris). Het is een tamelijk soortenrijke natte graslandgemeenschap die vooral voorkomt op kalkarme maar basenrijke, humeuze veen-, klei- en klei-op-veengronden. Plaatselijk komt zij ook voor op lemige zandgronden die permanent vochtig zijn.

## Naamgeving en codering
- Syntaxoncode voor Nederland (rVvN): r16Ab03
- BWK-karteringscode: hc

De wetenschappelijke naam Ranunculo-Senecionetum aquatici is afgeleid van de botanische naam van het genus boterbloem (Ranunculus) en een synoniem van de associatiekensoort waterkruiskruid (Jacobaea aquatica syn. Senecio aquaticus).

## Subassociaties in Nederland en Vlaanderen
Van de associatie van boterbloemen en waterkruiskruid zijn in Nederland en Vlaanderen twee subassociaties bekend.
- Subassociatie met zomprus (Ranunculo-Senecionetum juncetosum articulati)
- Subassociatie met blauwe zegge (Ranunculo-Senecionetum caricetosum paniceae)

## Fotogalerij

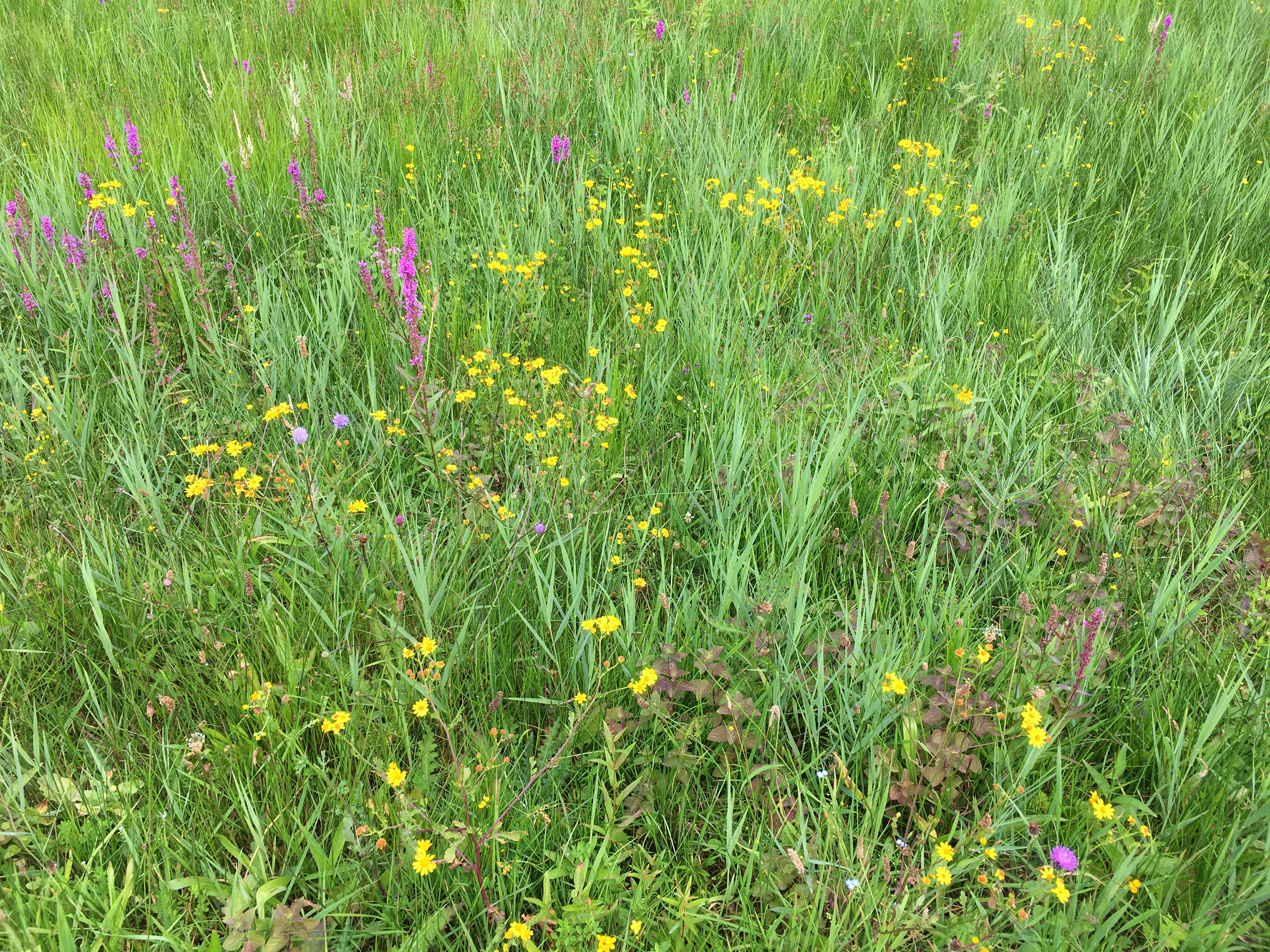
Subassociatie met blauwe zegge
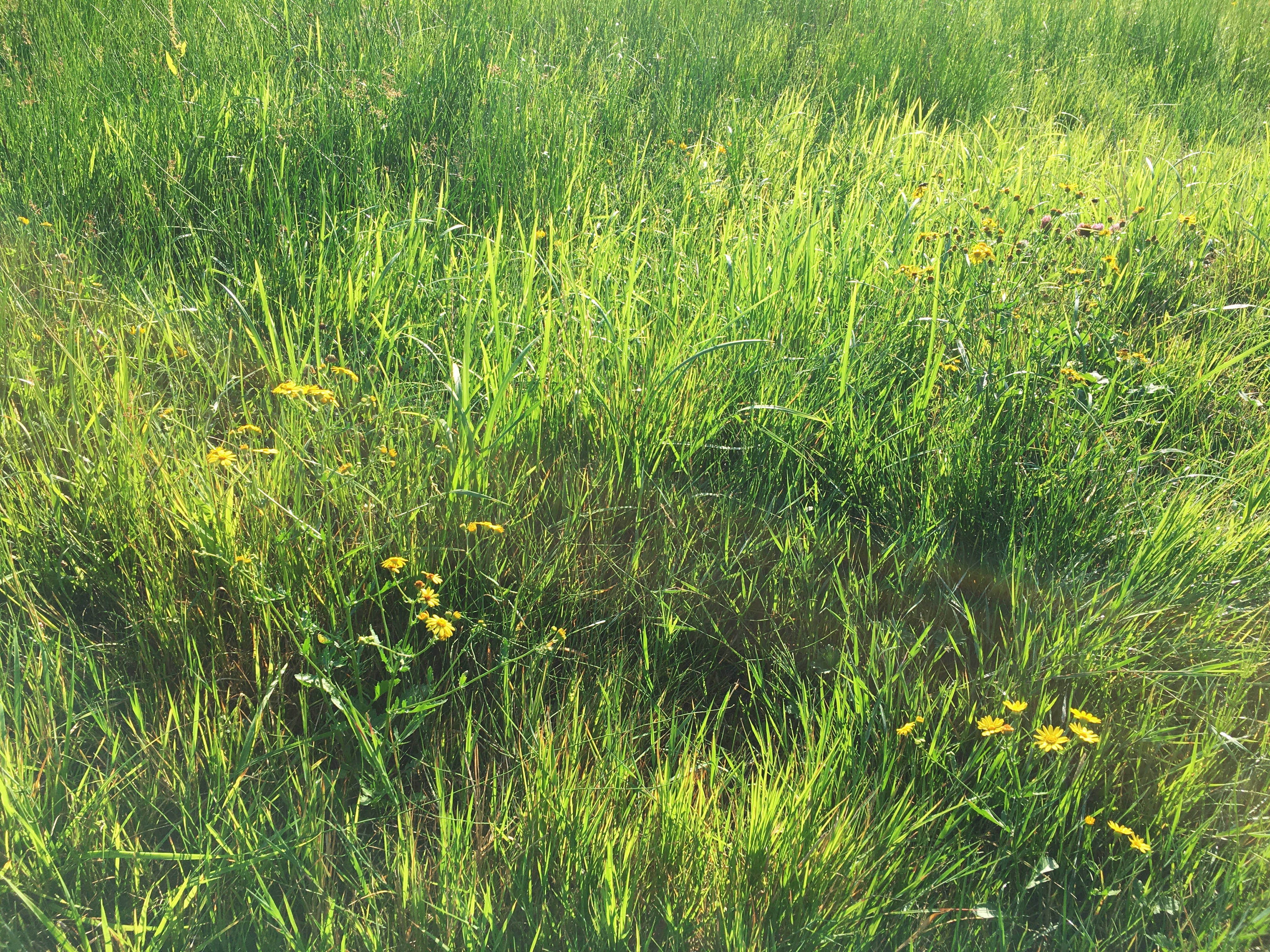
Zomeraspect met ochtendlicht
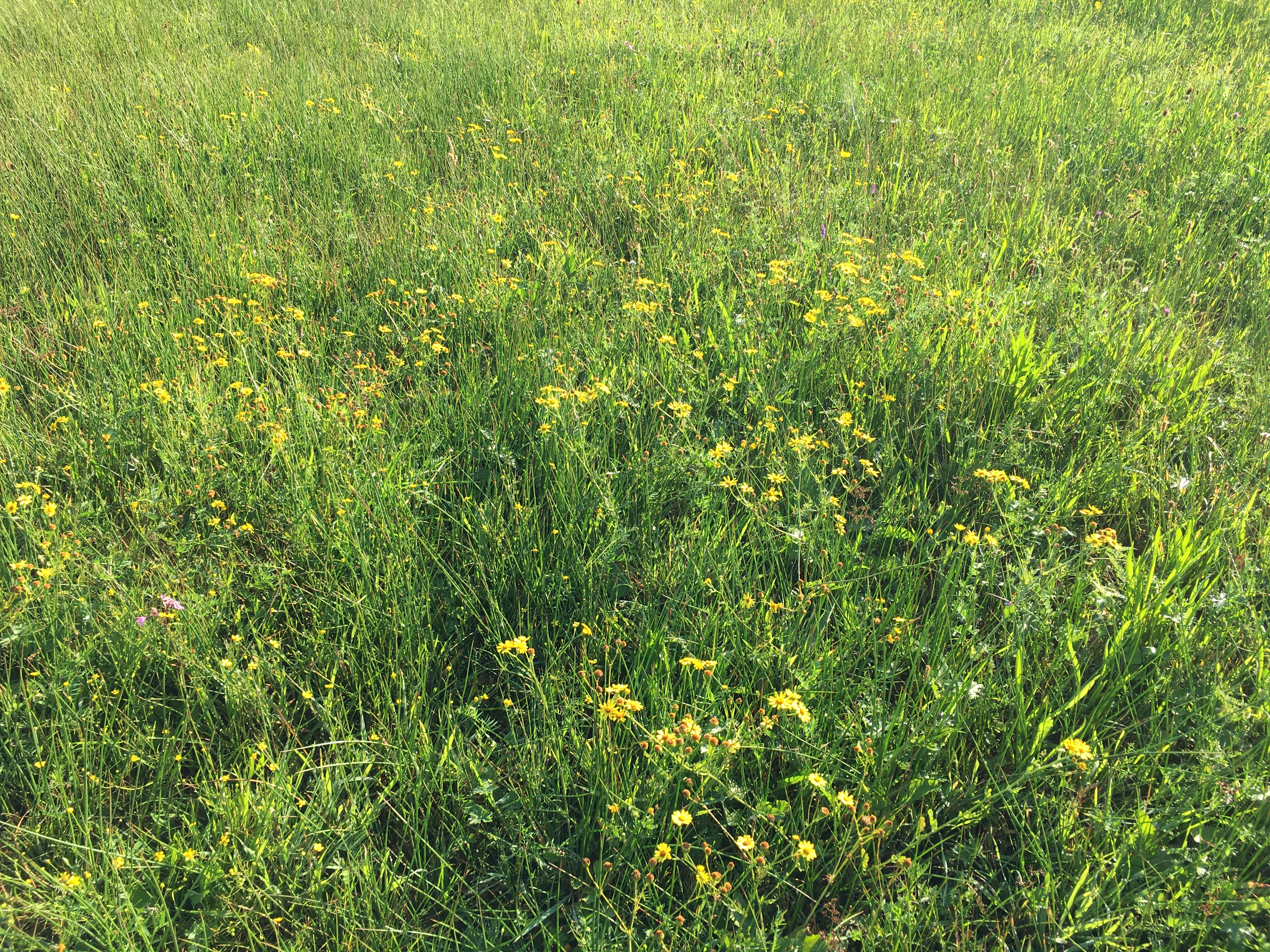